# Малахия (пророк)
Малахи́я (ивр. מַלְאָכִי‎, Малахи́ — «посланник мой») — «малый» библейский пророк, последний из ветхозаветных пророков.
Память в Русской православной церкви 3 января (16 января).

## Жизнеописание
Согласно Священному Преданию, Малахия происходил из колена Завулонова, умер в молодости; пророчествовал в то время, как Иерусалимский храм был снова построен после вавилонского плена, вероятно — около 400 г. до н. э.; был таким же поборником веры и закона во дни Ездры и Неемии, как Аггей и Захария — во дни Зоровавеля.
Малахия обличал народ за недостаток усердия в жертвах, священников — за уклонение от веры, угрожает им судом Божиим за разные пороки и богохульство; в то же время он провидит славу второго храма и ясно предсказывает пришествие Мессии, явление Предтечи и грядущий Суд Божий.
Во время Иисуса пророчества его не только повторялись апостолами, но были известны книжникам и народу.

## Книга пророка
В христианской Библии его книга является последней в Ветхом Завете, в Танахе она входит в раздел «Пророки» (Невиим) и не является последней книгой Танаха.